# Dismorphia lua
Dismorphia lua es una especie de mariposa, de la familia de las piérides, usa zapatillas que fue descrita originalmente con el nombre de Leptalis lua, por Hewitson, en 1869, a partir de ejemplares procedentes de Ecuador.

## Distribución
Dismorphia lua tienen una distribución restringida a la región Neotropical y ha sido reportada en 6 países.